# Асселино, Антуанетта
Антуанетта Асселино (фр. Antoinette Asselineau; 1811, Гамбург —1889, Руан) — французская художница.
Автор портретов и жанровых сцен.
Сестра Леона Огюста Асселино (1808—1889), известного художника и литографа.